# Batalla de Bash Abaran
La Batalla de Bash Abarán (en armenio: ԲաշԱբարանի ճակատամարտ) fue una batalla de la campaña del Cáucaso durante la Primera Guerra Mundial que tuvo lugar en las proximidades de Bash Abarán en 1918. Las tropas otomanas atacaron el 21 de mayo, pero después de tres días de feroz lucha los armenios de la Federación Revolucionaria Armenia se mantuvieron firmes y los regimientos turcos se retiraron derrotados. Esta victoria, junto con las de Sardarapat y Karakilisa, fue fundamental para el nacimiento de la República Democrática de Armenia.